# Nifelheim (banda)
Nifelheim es una banda sueca de Black/thrash metal formada en Dals Långed en 1990. Fue formada por los hermanos Erik y Per Gustavsson, bajo los pseudónimos Tyrant y Hellbutcher, respectivamente.

## Estilo musical e ideología
Nifelheim hace un black metal old school, inspirado por bandas como Venom, Bathory, por las bandas de thrash brasileño Vulcano, Holocausto y Sarcófago y los checos Master's Hammer. Por otro lado, reciben influencias de Iron Maiden.

Las letras de la banda tratan de temas como el satanismo u otros temas típicos del black metal.

## Controversia
En 2008, en una entrevista realizada por la revista Sweden Rock, los miembros de Nifelheim hicieron comentarios despectivos sobre los fallecidos Cliff Burton, de Metallica, y Dimebag Darrell, de Pantera; diciendo "Yo me reí y meé sobre una foto de él" y "Una pena que Phil Anselmo no muriera también". En una entrevista posterior, la banda afirmó que habían dicho estas declaraciones y que aprobaban estas mismas declaraciones.
En 2010, en una entrevista para Metalion's Slayer, Tyrant comentó que "el revuelo que se montó por el tema de Dimebag y Burton fue consecuencia de que muchos medios en Internet lo difundieran como unas declaración". Tras esto declaró que él no odiaba a ninguno de estos dos músicos y que su declaración sobre Dimebag y Cliff Burton se sacó de contexto. Esta fue la última entrevista que concedieron.

## Discografía
- 1993 - Unholy Death (demo)
- 1994 - Nifelheim (album)
- 1997 - Devil's Force
- 1997 - Headbangers Against Disco Vol. 2 (split junto a Usurper [de] and Unpure)
- 1997 - "Hellish Blasphemy" para Gummo
- 1998 - "Die in Fire" on In Conspiracy with Satan – A Tribute to Bathory (de)
- 2000 - Servants of Darkness
- 2000 - Unholy Death (EP)
- 2003 - 13 Years (compilación)
- 2006 - Tribute to Slayer Magazine (split junto a Sadistik Exekution)
- 2006 - Thunder Metal (split junto a Vulcano)
- 2007 - Envoy of Lucifer
- 2014 - Satanatas (EP)